# Бейкер, Шакира
Шакира Бейкер (англ. Shakira Baker, родилась 4 января 1992) — новозеландская регбистка, игравшая за сборные по регби-15 и регби-7. Выступает на позициях винга и фуллбэка.

## Игровая карьера
Ранее играла в детской академии «Харрикейнз», выступает за клуб «Веллингтон» в чемпионате провинций Новой Зеландии с 16 лет. За сборную Новой Зеландии дебютировала в тест-матче против Англии в 2011 году. Была в заявке на чемпионат мира 2014 года, где занесла 6 попыток и стала одной из лучших по попыткам на турнире (новозеландки заняли 5-е место).
В составе сборной по регби-7 дебютировала на чемпионате Океании, выиграв с ней титул. Играла на Олимпиаде-2016, где завоевала серебряные медали в сборной. Отличается неплохими антропометрическими данными, которые сочетаются с её игровым опытом.

## Личная жизнь
По словам Шакиры, её вдохновил на игру дедушка, который всегда мечтал увидеть внучку в форме сборной по регби. Встречается с регбистом Джиллисом Кака. По происхождению маори из иви (племени) Нгати Кахунгуну.
Любимый фильм — «Покахонтас», любимая книга — «Сумерки» Стефани Майер, любимый регбист — Джона Лому, герой в спорте — Мохаммед Али.